# Sierra Nevada (États-Unis)
Pour les articles homonymes, voir Sierra Nevada.
La sierra Nevada /ˈsjera neˈβaða/ (litt. « chaîne de montagnes enneigée ») est un massif montagneux élevé, principalement situé dans l'Est de la Californie et marginalement dans l'Ouest du Nevada, aux États-Unis. Son principal sommet est le mont Whitney (4 417 mètres). La sierra Nevada offre une grande diversité de paysages. La variété de la faune, de la végétation et du relief dépend de l'altitude et du versant. Au sud-est de la sierra Nevada se trouve un grand désert : la vallée de la Mort. La chaîne offre plusieurs parcs naturels dont le Yosemite, renommé pour ses forêts, ses cascades et ses falaises granitiques.

## Toponymie
Sierra Nevada, d'après l'espagnol, signifie « chaîne de montagnes enneigée ». En avril 1776, le père Pedro Font, qui participait à la deuxième expédition de Anza, donna ce nom aux montagnes qu’il voyait au loin. Son surnom, « la chaîne de lumière », est attribué à John Muir.

## Géographie

### Situation

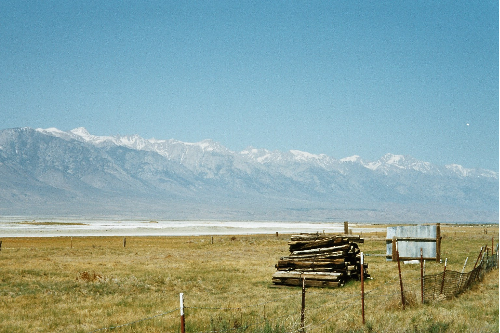
Vue du versant oriental de la sierra Nevada et du lac asséché d'Owens depuis Lone Pine.

La sierra Nevada s’étire sur environ 700 km du col Fredonyer au nord au col Tehachapi au sud. Elle est encadrée au nord par la chaîne des Cascades, au sud par le désert des Mojaves, à l’ouest par la vallée centrale de Californie et à l’est par le Grand Bassin (Great Basin). Les altitudes augmentent régulièrement en direction de l'est jusqu’à la ligne de crête, puis baissent soudainement de l’autre côté. Le versant oriental domine la faille Owens (très active) marquée par la vallée du même nom. Il s'agit par conséquent d'une chaîne dissymétrique. De même, le niveau d’altitude augmente lorsque l’on se dirige vers le sud : le mont Whitney, point culminant de la chaîne, se trouve au sud-est.

### Sommets principaux

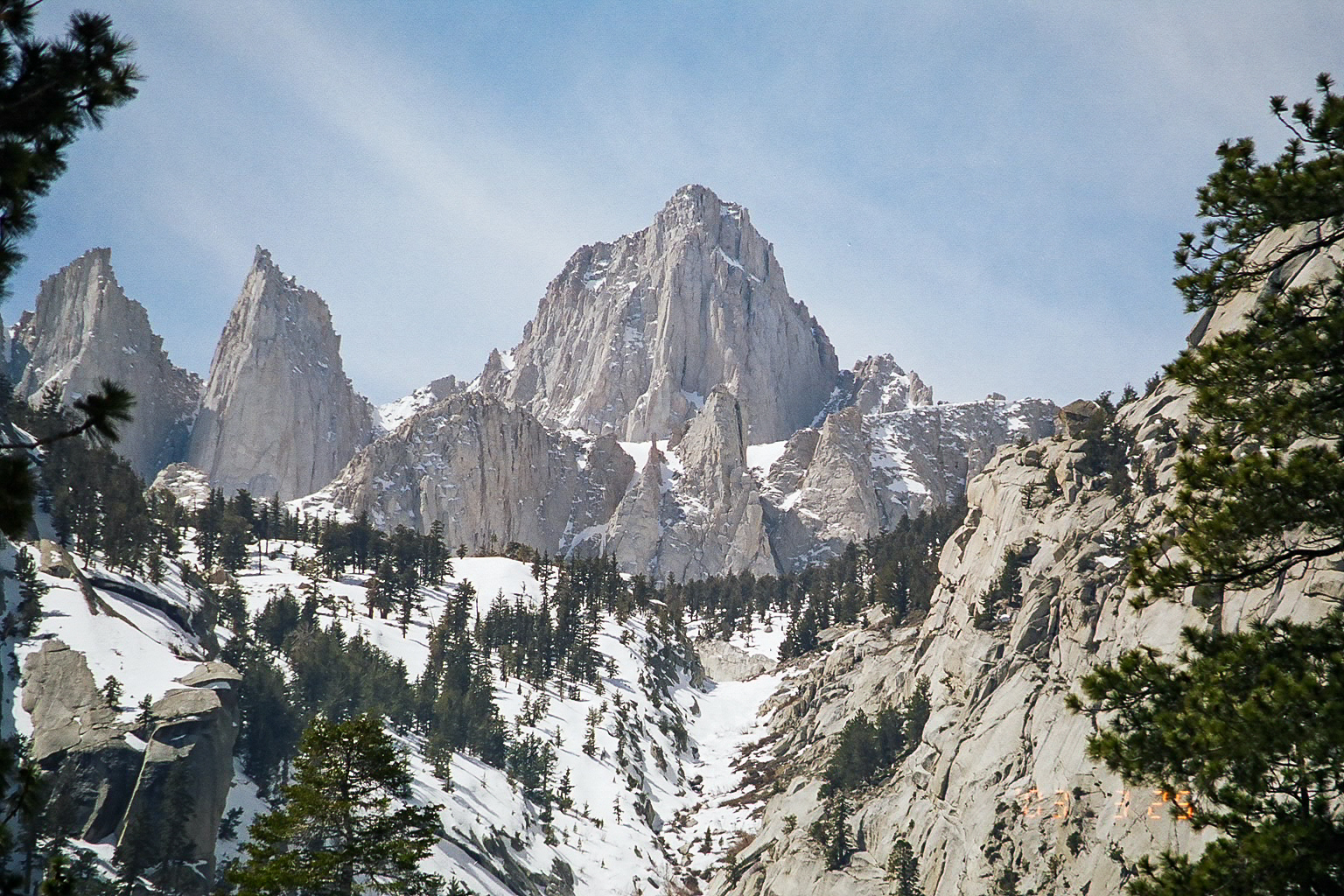
Le point culminant de la sierra Nevada : le mont Whitney.

Les plus hauts sommets de la sierra Nevada sont :
- Mont Whitney (4 417 m), plus haut sommet du Mainland ou  États-Unis contigus (sans l'Alaska ni Hawaï) ;
- Mont Williamson (4 383 m) ;
- North Palisade (4 341 m) ;
- Mont Sill (4 314 m) ;
- Mont Russell (4 294 m) ;
- Pic Polemonium (4 291 m) ;
- Split Mountain (4 285 m) ;
- Mont Langley (4 275 m) ;
- Mont Tyndall (4 273 m) ;
- Middle Palisade (4 271 m) ;
- Mont Muir (4 271 m) ;
- Pic Thunderbolt (4 268 m) ;
- Mont Lyell (3 997 m).

### Hydrographie
La majorité des cours d'eau qui naissent dans la chaîne se dirigent vers l'ouest et se jettent dans les fleuves San Joaquin ou Sacramento. Certaines rivières coulent néanmoins vers l'est et finissent dans les dépressions du Grand Bassin : c'est le cas de la rivière Walker (Nevada) ou de la rivière Carson. La rivière Owens se jetait dans le lac Owens, mais son eau a été détournée par un aqueduc et acheminée vers l'agglomération de Los Angeles à partir de 1913. Aujourd'hui le lac Owens est complètement asséché. Au nord de la Sierra Nevada, le lac Tahoe est situé à une altitude de 1 897 mètres et s'étend sur 489 km2.

### Climat
La sierra Nevada a un climat montagnard. La chaîne arrête les précipitations venues de l'ouest sur sa crête.  Les températures diminuent avec l'altitude. Par un effet de foehn, les régions du Grand Bassin, situées plus à l'est, sont des déserts d'abri où souffle un vent chaud et sec. Au-delà de 2 500 mètres, en été, les chaleurs sèches sont modérées par des averses orageuses. La combinaison de la chaleur et d'une végétation sèche, due au faible taux d'humidité et à la brièveté des orages, provoque des feux de forêts fréquents.
| Mois | Jan | Fev | Mar | Avr | Mai | Jui | Jui | Aou | Sep | Oct | Nov | Déc | Année |
| --- | --- | --- | --- | --- | --- | --- | --- | --- | --- | --- | --- | --- | ----- |
| Temp. minimales moyennes °C                                                                                              | -3  | -2  | 0   | 2   | 5   | 9   | 12  | 11  | 8   | 4   | 0   | -3  | 3,8   |
| Températures maximales moyennes °C                                                                                       | 9   | 13  | 15  | 18  | 23  | 28  | 32  | 32  | 30  | 23  | 14  | 9   | 20,5  |
| Précipitations moyennes (mm)                                                                                             | 157 | 155 | 132 | 76  | 33  | 18  | 10  | 8   | 23  | 53  | 140 | 142 | 947   |
| Source : « Temperatures & Precipitation », site du parc national de Yosemite, données relevées à 1 220 mètres d’altitude |     |     |     |     |     |     |     |     |     |     |     |     |       |

### Géologie
Géologiquement, la sierra Nevada est un massif granitique qui s'est basculé et fragmenté par l'est, le long d'un système de cassures. Le flanc occidental de la chaîne s'est soulevé et incliné sous l'effet des forces tectoniques qui agissent encore aujourd'hui ; des séismes secouent l'est de la chaîne (à titre d'exemple, le séisme de Lone Pine en 1872). La vallée centrale de Californie et la vallée de l'Owens qui encadrent à l'ouest et à l'est la sierra, se sont au contraire affaissées.

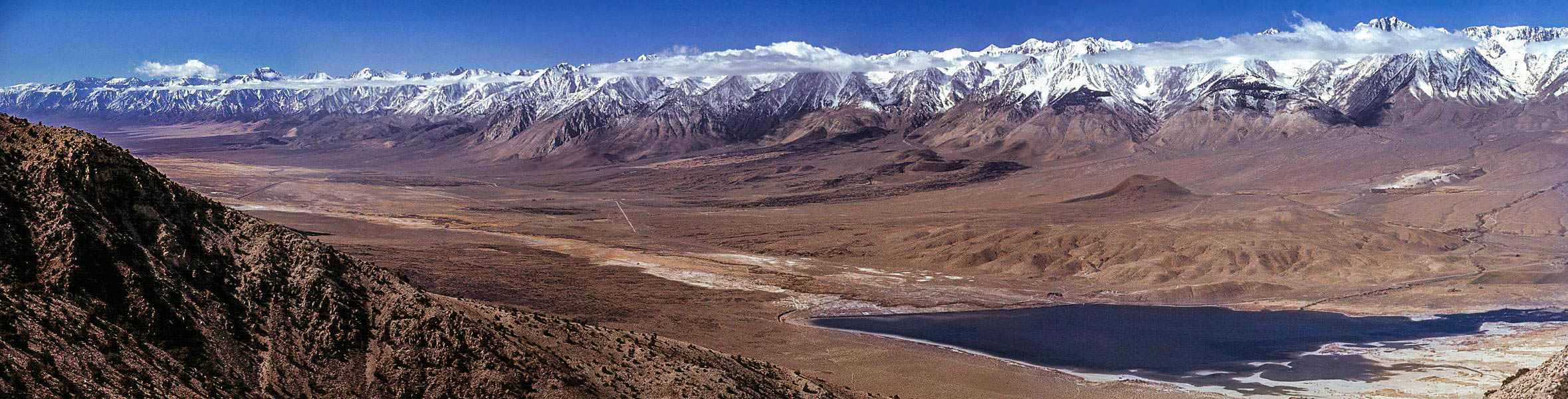
Vue du versant oriental de la sierra Nevada.

#### Pétrologie

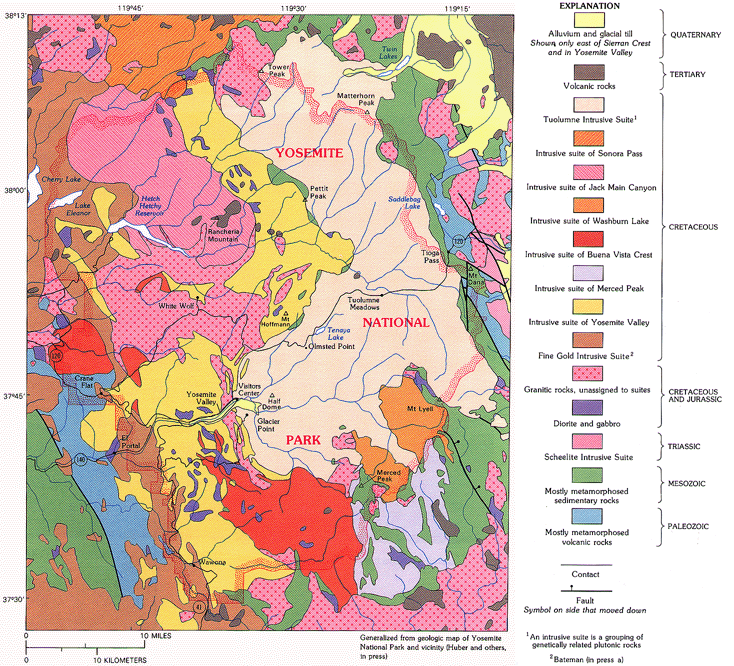
Carte géologique de la région de Yosemite.

Il y a plusieurs millions d’années, le granite s’est formé en profondeur par refroidissement très lent du magma, constituant de vastes intrusions magmatiques appelées batholites. Le magma a aussi affecté les roches sédimentaires et volcaniques voisines, formant des couches de roches métamorphiques.

#### Orogenèse

##### Formation des roches sédimentaires et d'un arc insulaire

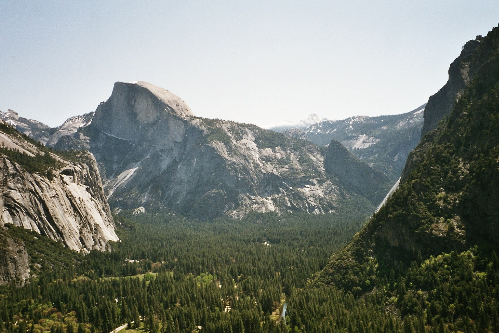
La sierra Nevada au parc de Yosemite.

La phase la plus ancienne s'est déroulée pendant le précambrien et le début du paléozoïque : la région de la sierra Nevada, située alors sur une marge continentale passive, a été lentement recouverte par des dépôts sédimentaires. Entre la fin du dévonien et au cours du permien, la Laurentia (ancêtre de la plaque nord-américaine), se déplace vers l’ouest et entre en collision avec la plaque océanique de Farallon. Ce processus donne naissance à un arc insulaire volcanique ; par le jeu de la tectonique des plaques, l’espace océanique disparaît progressivement et l’arc insulaire névadien se retrouve soudé à la plaque continentale.

##### Intrusions magmatiques et subduction
Au cours du Mésozoïque, l’orogenèse névadienne affecte l’Ouest de l’Amérique du Nord et forme une chaîne de montagne d’une altitude de 4 500 mètres, ancêtre de l’actuelle sierra Nevada. Les roches sédimentaires se trouvent portées en altitude. L’orogenèse s’accompagne de phénomènes volcaniques et de remontées de magma : une première phase de plutonisme régional commence à la fin du Trias et se poursuit jusqu’au Jurassique, il y a environ 150 millions d’années. C’est dans ce contexte que les plutons se refroidissent très lentement pour constituer des batholites, à environ 10 km de profondeur. La deuxième phase de formation de roche plutonique s’étale de 120 millions à 80 millions d’années. À la fin du Crétacé, l’érosion et le soulèvement des terrains mettent au jour les masses de granite. Le mouvement vertical des batholites finit par percer les strates sédimentaires, jusqu'au Pliocène
Entre 20 et 5 millions d’années avant notre ère, des phénomènes volcaniques affectent le nord et l’est de la sierra Nevada :  les géologues ont retrouvé des traces d’épandage de lave et de cendres, ainsi que des orgues basaltiques. Le Lyell Canyon et la Pumice Valley sont tapissées de cendre et de matériaux volcaniques.

##### Soulèvement de la sierra Nevada et érosion glaciaire

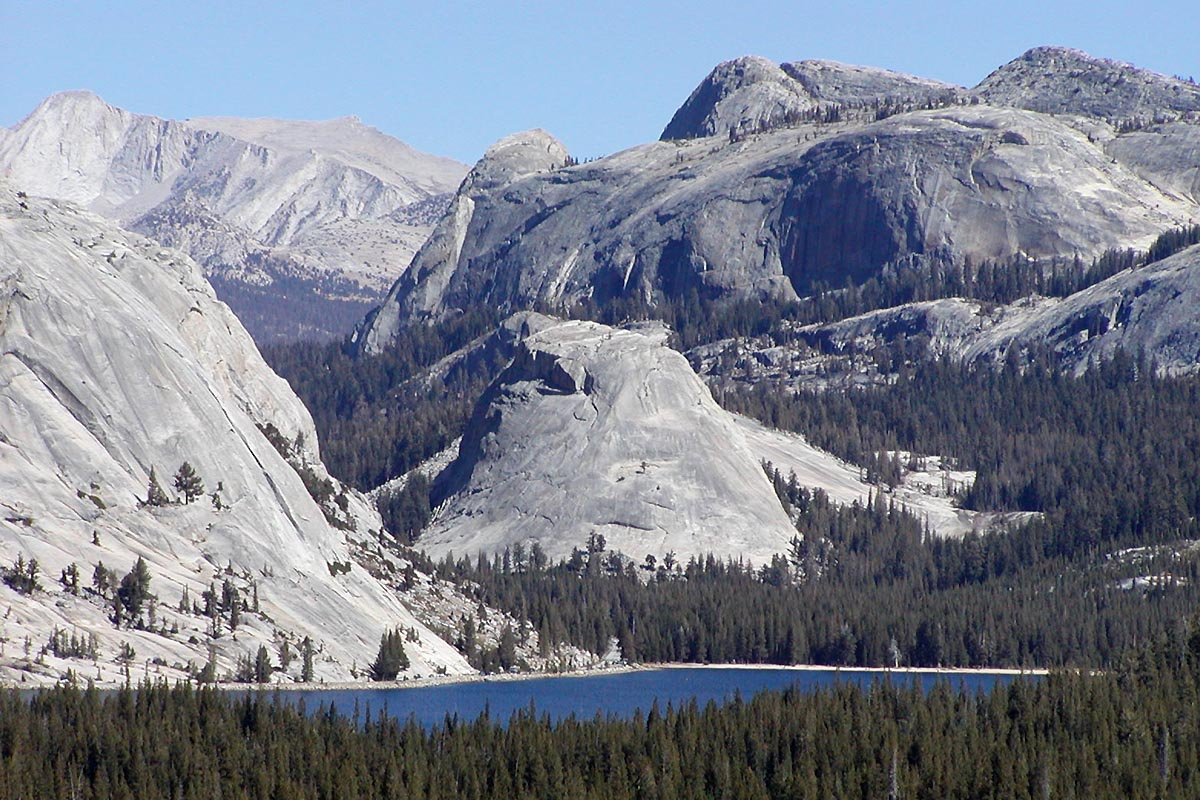
Pywiack Dome dans le Yosemite : les dômes granitiques sont les résultats de l'érosion ; les lacs proviennent en général d'anciens glaciers.

Il y a 10 à 20 millions d’années, la sierra Nevada commence à se soulever par l’est où apparaissent de nombreuses failles actives. La partie orientale de la chaîne s’élève brusquement au-dessus de l’actuelle vallée de l'Owens, alors que le versant occidental se forme en pente douce. Ce soulèvement provoque l’encaissement des cours d’eau et la surexcitation de l'érosion : c’est à cette époque que les vallées fluviales se creusent avec un  profil en « V » . Il provoque aussi des fissures et des diaclases dans le granite facilitant ainsi le travail de l’érosion.
À la suite des phases de refroidissement de l’ère quaternaire, des glaciers se forment et érodent les vallées en modifiant leur profil (en « U » ou « vallées glaciaires » telles que les vallées de Hetch Hetchy ou de Yosemite). Ces dernières ont un fond plat et large, parfois occupé par des lacs. Les parois qui les encadrent sont escarpées et forment par endroits de véritables falaises. Enfin, les moraines représentent les traces les plus caractéristiques du passé glaciaire de la région.
Les glaciers actuels se sont formés au cours du petit âge glaciaire ; ils se trouvent dans des cirques exposés au nord et à très haute altitude. Mais le réchauffement climatique actuel tend à les faire disparaître.

### Faune et flore

#### Flore

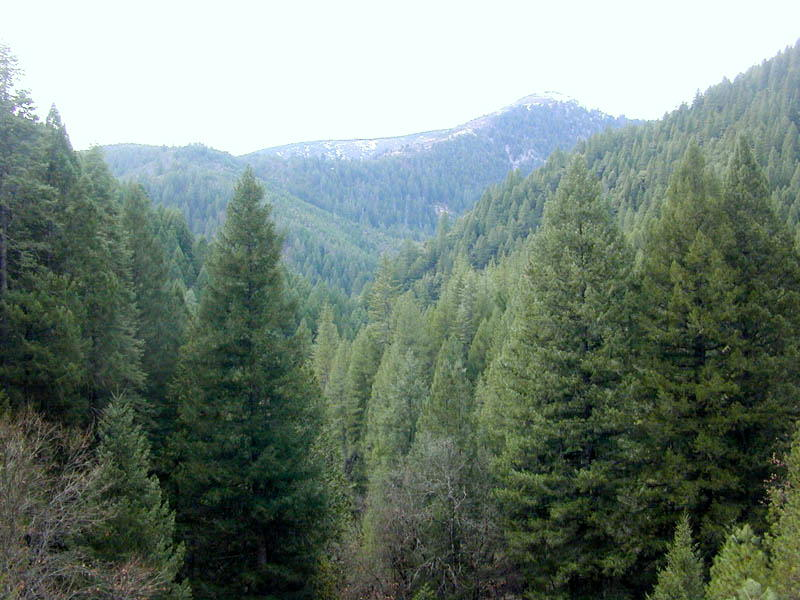
Forêt dans le Nord de la sierra Nevada, en Californie.

Les essences les plus représentées sont le Pin ponderosa, le Pin de Jeffrey, le Pin tordu, le Pin à écorce blanche, le Sapin du Colorado, le Sapin rouge, la Pruche subalpine, le Genévrier occidental, le Tremble et le séquoia géant.

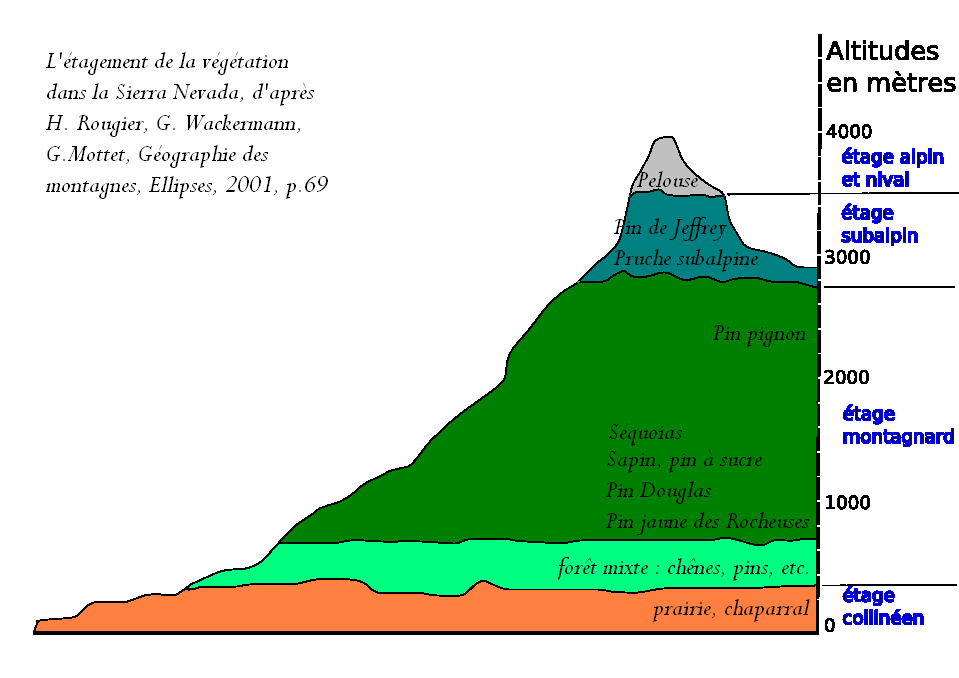
L'étagement de la végétation.

La végétation est étagée, comme dans d'autres montagnes :
- jusqu'à 300 mètres : les collines du piémont occidental est couvert par le chaparral, une formation végétale composée de buissons et d'herbes. Elles sont parsemées de chênes (chêne de Douglas, chêne blanc de Californie) ;
- de 300 à 700 mètres : pins et chênes se partagent les altitudes moyennes : pin ponderosa, pin de Jeffrey, pin tordu, sapin blanc, sapin de Douglas et le cèdre à encens[16] ; Cornouiller des montagnes, chêne noir de Californie, aulnes blancs, érable, saule, peuplier baumier, laurier de Californie ;
- de 700 à 2 500 mètres : pin jaune des Rocheuses, Pin Douglas, Pin à sucre, sapin, pin pignon. Le séquoia domine de sa grandeur tous les autres arbres : le Général Sherman est le plus grand et se trouve dans le parc national de Séquoia et King's Canyon. On peut admirer des séquoias géants dans le parc du Yosemite, à Mariposa Grove par exemple. On trouve aussi des espèces telles que le pin tordu, le genévrier occidental, le sapin du Colorado, le sapin rouge, le pin argenté, le pin de Jeffrey, et le pin de Balfour ;
- de 2 500 à 3 500 mètres, les arbres deviennent plus rares et moins grands : on peut signaler la présence du pin tordu, du pin à écorce blanche et de la pruche subalpine ;
- au-dessus de 3 500 mètres : pelouse alpine, lichens, glaciers, neiges persistantes au-dessus de 3 900 mètres d'altitude[17].

#### Faune

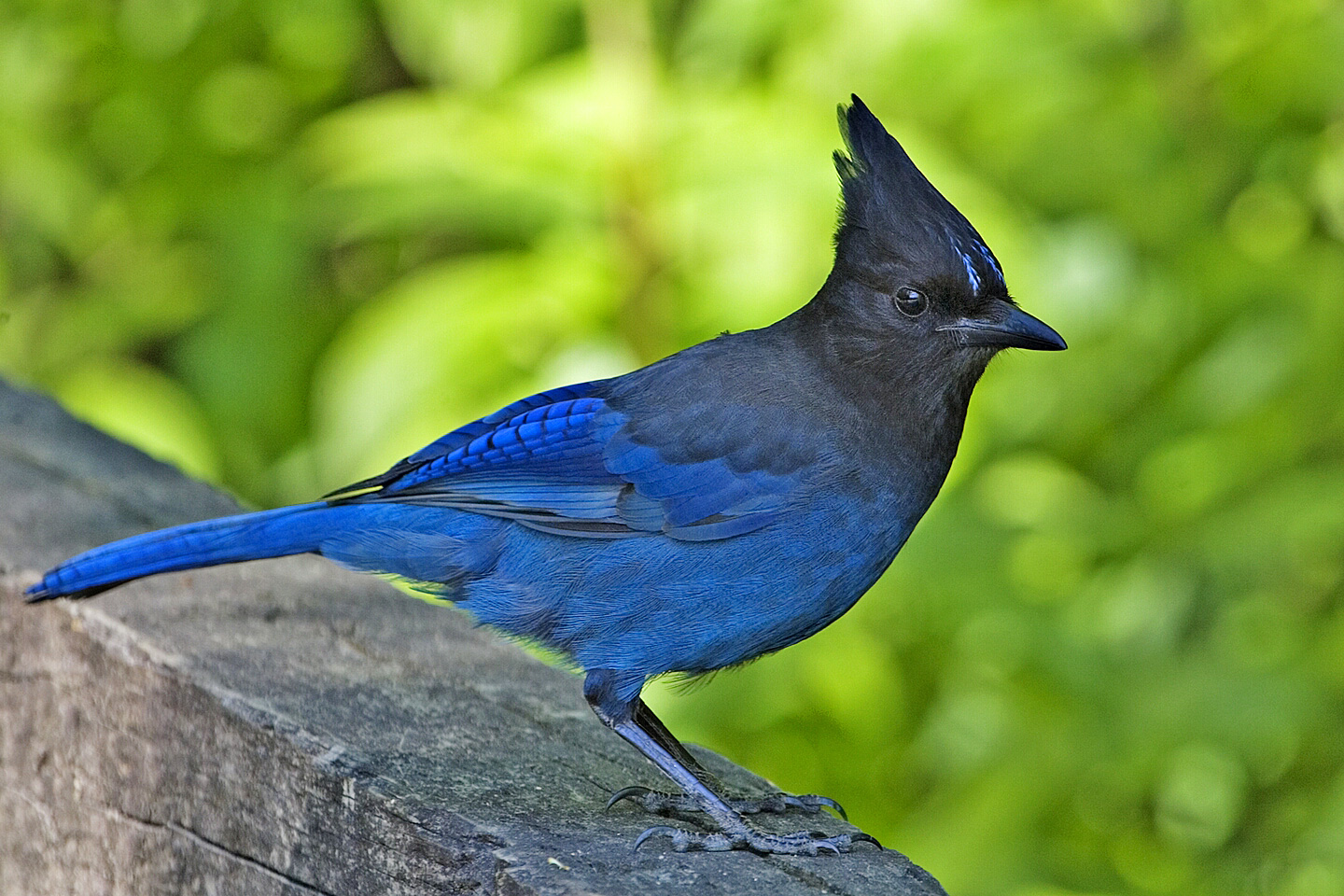
Le geai de Steller est fréquent dans la sierra Nevada.

Les mammifères vivant dans la sierra Nevada sont le Cerf hémione, l'ours noir, le puma, le coyote, le lynx, le Renard roux, le Renard gris, la mouffette, la marte, la Marmotte à ventre jaune, le pékan, le glouton et le porc-épic. Le grizzli a totalement disparu en 1924. Parmi les oiseaux, on peut citer le faucon, l'aigle, le pic-vert, la chouette, le balbuzard pêcheur, la caille, le geai de Steller, le martin-pêcheur, le Tétras fuligineux. La chouette tachetée est une espèce menacée.
Allan Schoenherr divise la sierra Nevada en plusieurs biotopes étagés : 
- Entre 1 500 et 2 100 mètres d’altitude, sur le flanc est : moutons, geai des pins…
- Entre 1 000 et 2 100 mètres d’altitude, sur le flanc ouest : forêt de pins Ponderosa, Jeffrey, chêne noir de Californie, séquoia géant, mésange des montagnes, écureuil gris, ours noir d’Amérique, ours brun (également appelé grizzli)…
- Entre 2 100 et 2 700 mètres d’altitude, versant ouest : ciguë des montagnes, genièvre de la sierra, grive ermite, tétras de la Sierra, grand hibou gris, martre, écureuil doré…
- Entre 2 700 et 3 100 mètres ouest : forêt subalpine
- À plus de 3 100 mètres : étage alpin avec écureuils, marmottes, mouflons...

## Histoire

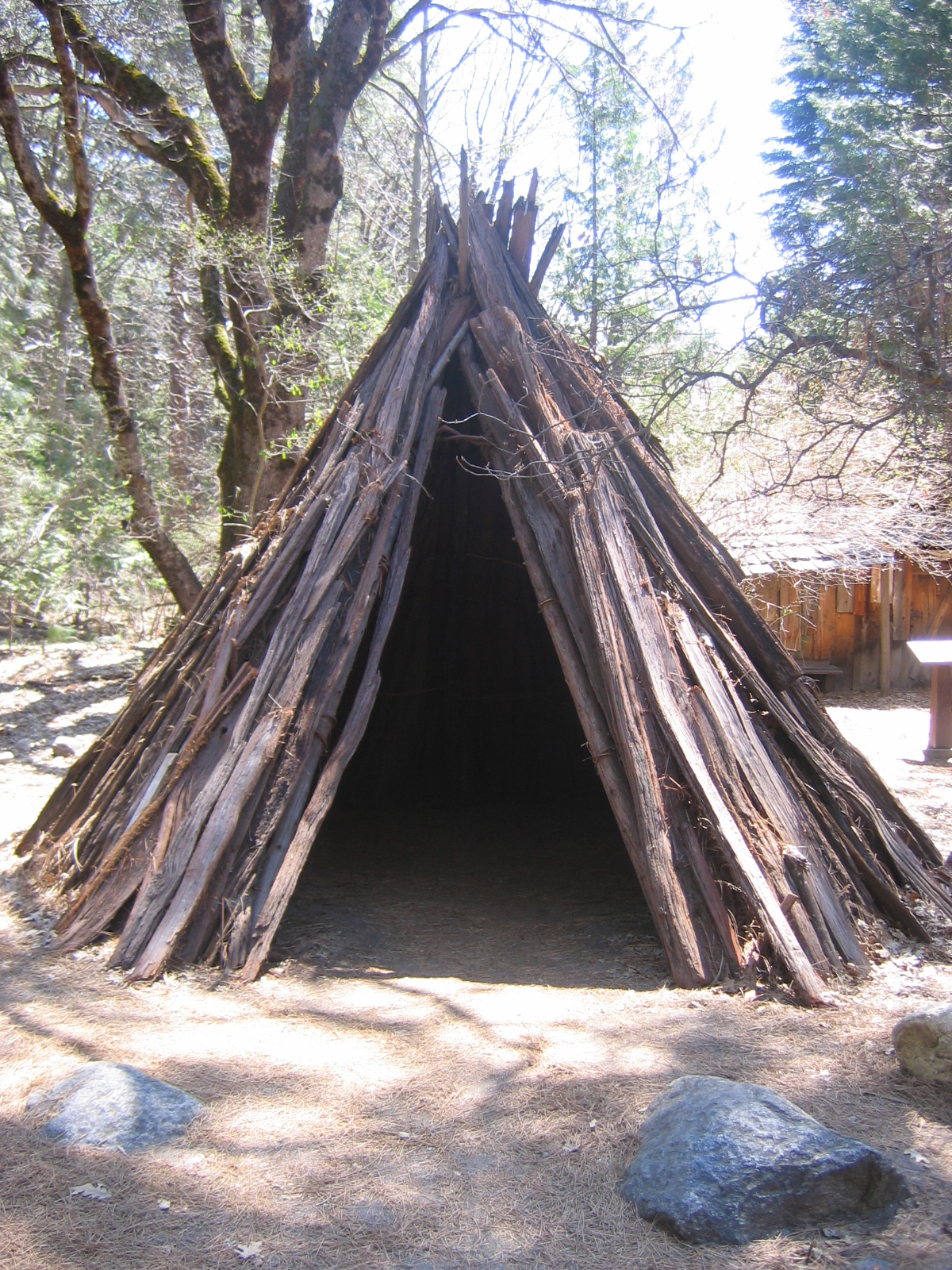
Habitation Miwok, musée amérindien de Yosemite.

Les Amérindiens sont les premiers occupants de la sierra (tribus des Païutes à l’est et des Miwoks à l’ouest). Ils font du commerce en empruntant les cols de montagne. Les archéologues ont retrouvé des pointes de flèches en obsidienne, témoins de la culture amérindienne.
En 1844, le lieutenant John C. Frémont, accompagné par Kit Carson, était le premier homme blanc à voir le lac Tahoe. Avec la fièvre de l’or, les pentes de la sierra commencent à se peupler. La California Geological Survey commence à explorer la région sous la direction de Josiah Whitney qui donna son nom au plus haut sommet de la chaîne. En 1863, ils foulent le sol du Yosemite puis, en 1864, celui du Kings Canyon.

## Activités

### Protection environnementale
La sierra Nevada compte deux parcs nationaux : 
- le parc national de Yosemite est connu pour ses dômes granitiques, ses chutes d'eau et ses vallées glaciaires (vallée d'Hetch Hetchy, vallée de Yosemite) ;
- le parc national de Sequoia & Kings Canyon abrite les plus grands arbres de la planète, les séquoias géants.

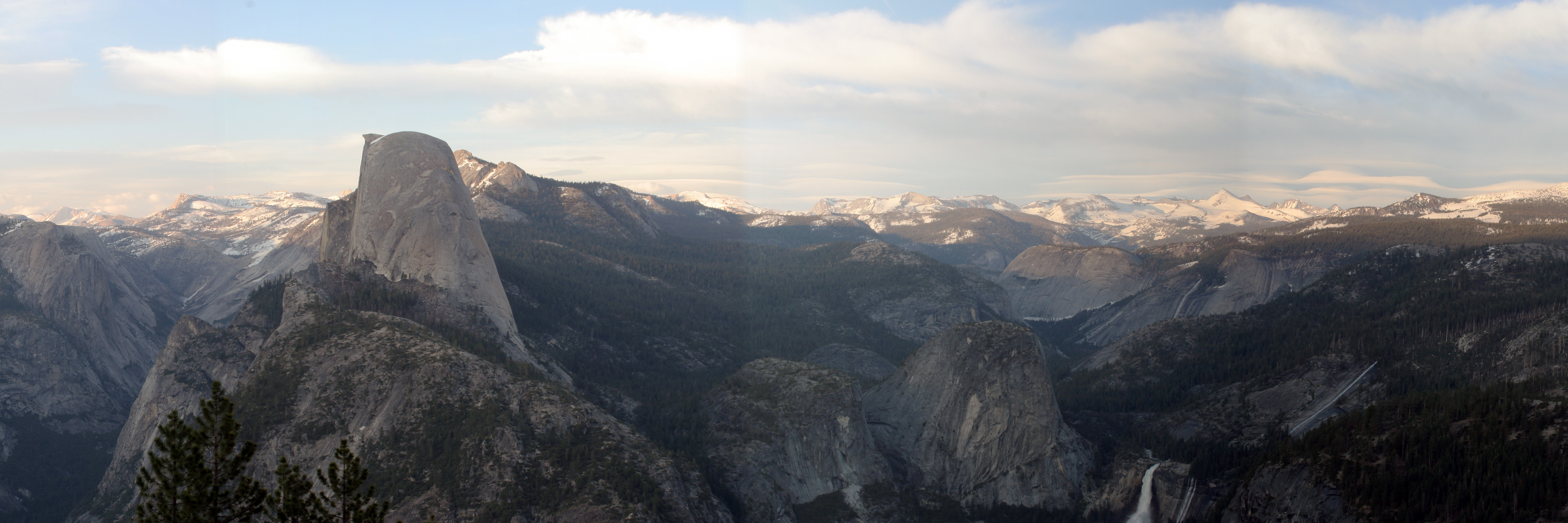
Sierra Nevada : panorama du parc national de Yosemite.

## Dans la culture
Un grand nombre d'aéronefs se sont écrasés dans la Sierra Nevada, surtout à cause de conditions climatiques et atmosphériques complexes et sujettes à de brusques changements. En conséquence, une partie de cette région, grosso modo un triangle dont les sommets sont Reno, Fresno et Las Vegas, a été surnommée le « triangle du Nevada » (une allusion au triangle des Bermudes). 
Selon quelques observateurs, plus de 2 000 écrasements auraient été dénombrés dans cette région, notamment celui de l'appareil de Steve Fossett, détenteur de plusieurs records de vol. 
Des rumeurs prétendent que ces écrasements sont liés à la zone 51 ou à des activités extraterrestres ; elles sont infondées,.